# みやわき心太郎
みやわき 心太郎（みやわき しんたろう、本名：宮脇 真太郎（みやわき しんたろう）、1943年3月29日 - 2010年10月9日）は、日本の漫画家。兵庫県尼崎市出身。

## 略歴
1959年、貸本誌『街』の新人コンクールに入選したのを機にデビュー。時代は貸本文化衰退に向かっていたが、その中でも青春ものの作品を次々に発表する。代表作のひとつとも言える純愛劇画「ハートコレクション」シリーズは、手塚治虫が創刊した雑誌『COM』にも掲載された。
1980年代、リイド社の『リイドコミック』で連載した「THE レイプマン」は、連載終了後に沖田浩之主演でオリジナルビデオシリーズとして9作もリリースされるほどの人気作となったが、同時に強姦を肯定するものだとして女性団体や人権団体などから批判されるなど、論議を呼んだ。
2000年代に入ると、著名な漫画家が理事・呼びかけ人となって作られた「21世紀のコミック作家の著作権を考える会」に対し、まんだらけの公式サイト（現在は削除）で「新古書店や漫画喫茶は、むしろ漫画離れの防波堤になっている」と反論するとともに、「漫画家の総意と言う割に、名を連ねているのが小学館・講談社系の作家ばかりなのはどういうことか?」と、実は利益を守りたい出版社主導で結成された組織であることを指摘し、異議を唱えている。他方、コミケ会場に足を運び、参加者と交流を図ったり、mixi内の自身の日記で都青少年育成条例の有害図書規制を憂う意見を述べるなどの行動も見せていた。
2010年10月9日、心筋梗塞のため、埼玉県新座市の病院で死去。67歳没。

## 主要作品年表
1959年
- 「顔」『街』29号（セントラル出版）
- 「兄妹」『街』33号（セントラル出版）
- 「 尼ケ崎家の女中」『街』34号（セントラル出版）

1960年
- 「 石ころ」『街』38号（セントラル出版）
- 「赤い夕日がしずんだ時」『街』42号（セントラル出版）
- 「おとめ」『１．２．３』10号（セントラル出版）
- 「灰色の空に」『街』46号（セントラル出版）

1961年
- 「鐘鳴る宵に」描き下ろし（ホープ書房）

1962年
- 「灰色の雲のすきまの青空」『街』63号（セントラル出版）

1964年
- 「君」『青春』３（第一プロ）
- 「日曜日の九」『青春別冊』１（第一プロ）
- 「オタンコナスのイカレポンチのウスラトンカチ!!」『青春』４（第一プロ）
- 「ニューママ」『青春』５（第一プロ）
- 「ニューパパ」『青春』６（第一プロ）
- 「ボィーン！！」『青春』７（第一プロ）
- 「ごきげんななめ」『青春』８（第一プロ）
- 「私の愛するおばかさん｣『青春』９（第一プロ）

1965年
- 「サイエンス・スター未知の世界」『鉄人』１号（第一プロ）
- 「ウフフフッ」『青春』10（第一プロ）
- 「もてない奴」『青春別冊』３（第一プロ）
- 「あまのじゃく」『青春』11（第一プロ）
- 「あいつ」『青春』12（第一プロ）
- 「マイ･ザブトン･ボーイ」『青春』14（第一プロ）
- 「雨 THE RAIN」『青春』16（第一プロ）
- 「その顔大好き!」描き下ろし（東京トップ社）
- 「ふたり」（東京トップ社）「その顔だいすき!｣ に併載

1966年
- 「初恋さん今日は」描き下ろし（東京トップ社）
- 日本チャリンコ銘名伝「箱師 成金の三平」『刑事』48号（東京トップ社）
- 青春残酷詩「男のさけび」描き下ろし（東京トップ社）

1967年
- 日本チャリンコ銘名伝「逃げる二人」『刑事』49号（東京トップ社）
- 「２３年」『破』１号（東京トップ社）
- 「つくしんぼ」『ＣＯＭ』3月号（虫プロ商事）

1968年
- 「晩夏」『ＣＯＭ』8月号付録ぐらこんVOL.4（虫プロ商事）
- 「あざみ」『ＣＯＭ』10月号付録ぐらこんVOL.6（虫プロ商事）

1969年
- 「革命児ゲバラ」『週刊少年ジャンプ』14-16号連載（集英社）
- 「二等船室」『ＣＯＭ』12月号（虫プロ商事）

1970年
- 「パラパラパラ」『ＣＯＭ』１月号（虫プロ商事）
- 「いじわるキューピッド」『女学生の友』1970年１月増刊
- 「しおかぜ」『リイドコミック』3月号（リイド社）
- 「章子の後見人」前・後編『ジュニア文芸』（小学館）
- 「幸子と志郎」『ジュニア文芸』10月号-1972年6月号連載（小学館）

1971年
- 「加奈のともだち」『少年チャンピオン』2月15日号（秋田書店）
- 「よじょう」『ＣＯＭ』9月号（虫プロ商事）

1972年
- 「しおかぜ」『リイドコミック』3月号（リイド社）
- 「白い日々」『トップコミック』（秋田書店）
- 「休日」『漫画アクション』（双葉社）
- 白い謝肉祭１「八月の瞳の奥に」（原作・宮田雪）『マンガストーリー』8月26日号（双葉社）
- 白い謝肉祭2「夏の解析」（原作・宮田雪）『マンガストーリー』9月9日（双葉社）
- 白い謝肉祭4「虚飾の季節」（原作・宮田雪）『マンガストーリー』10月14日号（双葉社）
- 「光の中の闇」『マンガストーリー』10月28日号（双葉社）
- 「つねならむ」『マンガストーリー』11月11日号（双葉社）
- 「ひとりのふたり」『マンガストーリー』11月25日号（双葉社）
- 「パピヨン」『マンガストーリー』12月23日号（双葉社）

1973年
- 「鼓」『マンガストーリー』1月13日号（双葉社）
- パンドラの厘１「鳩」（原作・松岡清治）『マンガストーリー』1月27日号（双葉社）
- パンドラの厘２「男」（原作・松岡清治）『マンガストーリー』2月10日号（双葉社）
- パンドラの厘３「花」（原作・松岡清治）『マンガストーリー』2月24日号（双葉社）
- パンドラの厘４「少年」（原作・松岡清治）『マンガストーリー』3月10日号（双葉社）
- 「色は匂えど」『マンガストーリー』（双葉社）
- 「花嫁」『トップコミック』5月9日号（秋田書店）
- 「雨霧」『トップコミック』6月13日号（秋田書店）
- 「あたたかい朝」『ＣＯＭ』8月号（虫プロ商事）
- 「想灯」『トップコミック』8月8日号（秋田書店）
- 「PM７時半」
- 「卒業証書」『トップコミック』11月14日号（秋田書店）
- 「折り鶴」『トップコミック』12月12日号（秋田書店）

1974年
- 「風花」『トップコミック』2月27日号（秋田書店）
- 「保険」『リイドコミック』（リイド社）
- 「たなとろぴあ」（原作・宮田雪）『平凡パンチ』3月2日号～12月2日号（平凡出版）

1975年
- 「悪霊」前編（原作・高橋信次）『トップコミック』8月13日号（秋田書店）
- 「悪霊」後編（原作・高橋信次）『トップコミック』8月27日号（秋田書店）
- 「晩夏」『トップコミック』10月22日号（秋田書店）
- 「純愛霊歌」『平凡パンチ』10月20日号（平凡出版）

1976年
- 「窓」『平凡パンチ』春の増刊・劇画とマンガ号（2月15日号）（平凡出版）
- 「聖少女かつら」（原案・大井正子）『プリンセス』2月号（秋田書店）
- 「私のダ・ヴィンチ」『週刊プレイボーイ』（集英社）
- 「松竹/青春の構図」『平凡』3月号
- 「さらば夏の光よ」『平凡』4月号
- 「手紙」『トップコミック』7月27日号（秋田書店）
- 「ベイシティ・ローラーズ物語」『平凡』8月号（平凡出版）
- 「鈴」『トップコミック』8月27日号（秋田書店）
- 「訪問」『トップコミック』（秋田書店）
- 「オーメン」（構成・北村章二）『平凡』11月号（平凡出版）
- 「洗礼」『リイドコミック』12月16日号（リイド社）

1977年
- 「トリップ」『マンガ少年』5月号（朝日ソノラマ）

1978年
- 「輪廻」『リイドコミック』（リイド社）
- 「手などつないで」『マンガ少年』3月号（朝日ソノラマ）
- 「未逃」（原作・浜屋）『リイドコミック』連載全9話（リイド社）
- 「堕ちてきた恐怖」（原作・茜胡茄・西井豊）『リイドコミック』（リイド社）
- 日本チャリンコ銘名伝「開き屋半市」『ヤングコミック増刊』12月20日号（少年画報社）

1979年
- 「はつ恋アルバム」『月刊少年マガジン』連載（講談社）

1981年
- 「家具」『カスタムコミック』
- 「キズテープ」『ビッグコミックスピリッツ』4月号（小学館）

1983年
- 「パートタイムワイフ」（シナリオ・ギャバ夫）『増刊リイドコミック』1月1日号（リイド社）
- 「暗殺者ローザ」『リイドコミック』10月18日号（リイド社）

1988年
- 「THE レイプマン」（原作・愛崎けい子）『リイドコミック』3月号～1989年10月号連載

1989年
- 「親さがし捨吉!!」『YOUNG KING』9月18日号～1990年1月1日号連載

1991年
- 「牌の音ストーリーズ」１『月刊近代麻雀ゴールド』（竹書房）

1993年
- 「通勤天使」『ビッグコミック増刊』5月6日号（小学館）
- 「牌の音ストーリーズ」２『月刊近代麻雀ゴールド』（竹書房）

1995年
- 「牌の音ストーリーズ」３『月刊近代麻雀ゴールド』（竹書房）
- 「定本・何を切る」（竹書房）
- 「もちや坂」『ビッグコミック』9月8日増刊号（小学館）
- 「牌の音ストーリーズ」４『月刊近代麻雀ゴールド』（竹書房）
- 「漫画熱」『まんだらけ』10号～22号連載（1995年9月から1998年9月まで）（まんだらけ）

1996年
- 「水の音」『ビッグコミック』5月8日増刊号（小学館）

1999年
- 「アパート100万弗」『ビッグコミック』9月3日増刊号（小学館）

2000年
- 「ザ・レイプマン　パート２」『月刊ペントハウス』

2001年
- 「植物麻雀」『近代麻雀』9月15日号（竹書房）
- 「植物麻雀」『近代麻雀』10月1日号（竹書房）

2002年
- 「人気麻雀」（竹書房）

2007年
- 「壁をプチ破る最強の言葉」

2008年
- 「江戸しぐさ残すべし」『ビッグコミックワン』4月3日号（小学館）
- 「初心」『ビッグコミックワン』8月14日（小学館）

2011年
- 「ウルルンサービス　完熟美女」（原案・美和剛）『COM 40年目の終刊号』（朝日新聞出版）

発表時期不明　
- 「トリスタンとイゾルデ」
- 「幸福」
- 「宇宙船地球号」『プレイポーイ』
- 「無双タク」（原作・北鏡太）『月刊近代麻雀』（竹書房）
- 「飯田正人」麻雀紳士録シリーズ
- 「阿佐田哲也」 麻雀紳士録シリーズ　全３話
- 「間下庄一の世界」『ビッグゴールド』（小学館）

## 主要単行本リスト
- はつ恋アルバム　全2巻（講談社、1979年）
- 私の愛するおばかさん（中野書店）
- 青春オタンコナス（中野書店）
- 「ハートコレクション」シリーズ
  - 花嫁（朝日ソノラマ、1976年）
  - あたたかい朝（朝日ソノラマ、1977年）
  - 風花（主婦の友社、1978年）
  - 潮風のルフラン（道出版、2004年）
- 親さがし捨吉!!（リイド社、1992年）
- THE レイプマン　全13巻（リイド社、シュベール出版、2010年現在はeBookJapanから電子書籍として再版）
- （秘）牌の音stories　全4巻（竹書房、1991,93,95,98年）
- 壁をブチ破る最強の言葉（ゴマブックス、2007年）
- 暗殺者ローザ（リイド社、1985年）